# Glazov
Glazov (Russisch: Глазов, Glazov; Oedmoerts: Глазкар, Glazkar) is een stad in het noorden van de Russische autonome deelrepubliek Oedmoertië. De stad is gelegen aan de Trans-Siberische spoorlijn. De afstand tot Moskou bedraagt 1.106 kilometer (via Nizjni Novgorod). De hoofdstad van Oedmoertië, Izjevsk, is gelegen op 197 km (per spoor).
Glazov is een industrieel centrum van Noord-Oedmoertië: er zijn ongeveer 150 (middel)grote en 450 kleine ondernemingen gevestigd. De stad is tevens bekend vanwege de Werkplaats Tsjepetsk, de grootste Russische producent van uranium-, zirkonium- en calciumtoebehoren, voor onder meer kerncentrales, de ruimtevaart en militaire toepassingen.
Glazov werd in de 16e eeuw gesticht, en verkreeg de titel "stad" in 1780.
Er zijn vijf instellingen voor hoger onderwijs in de stad. De voornaamste industrieën zijn machinebouw, houtbewerking, confectie en voeding.
| 1897  | 1926  | 1939   | 1959   | 1970   | 1979   | 1989    | 2002    |
| ----- | ----- | ------ | ------ | ------ | ------ | ------- | ------- |
| 3.400 | 6.600 | 16.500 | 59.000 | 68.300 | 81.100 | 104.072 | 100.894 |

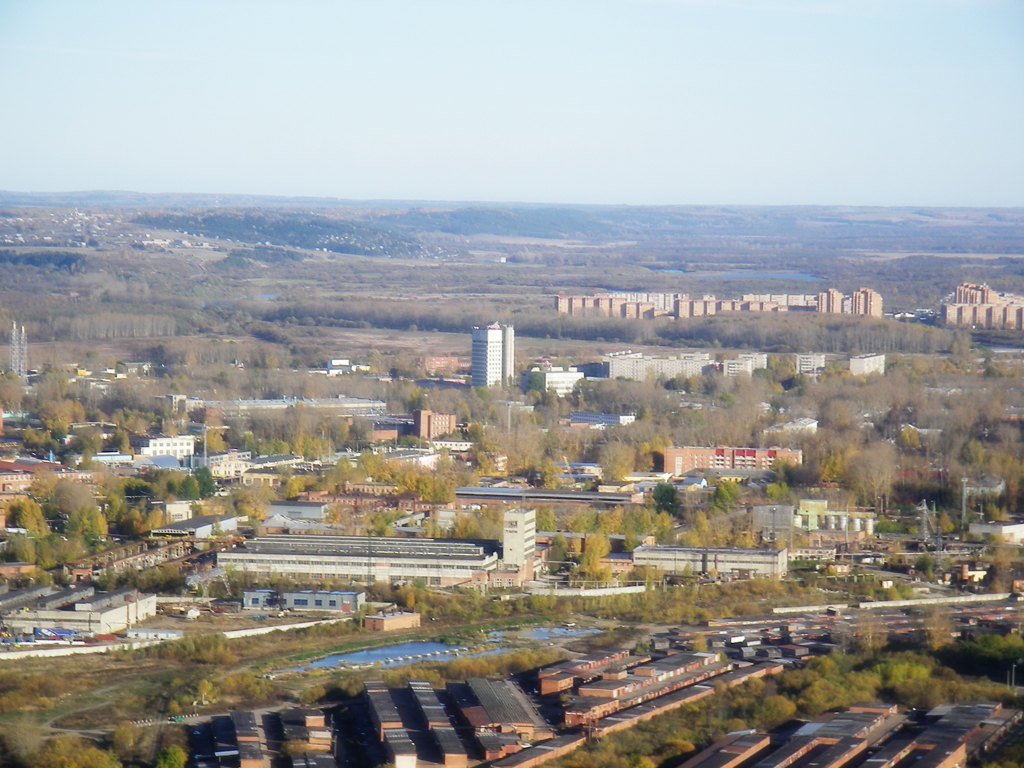
Gezicht over de stad
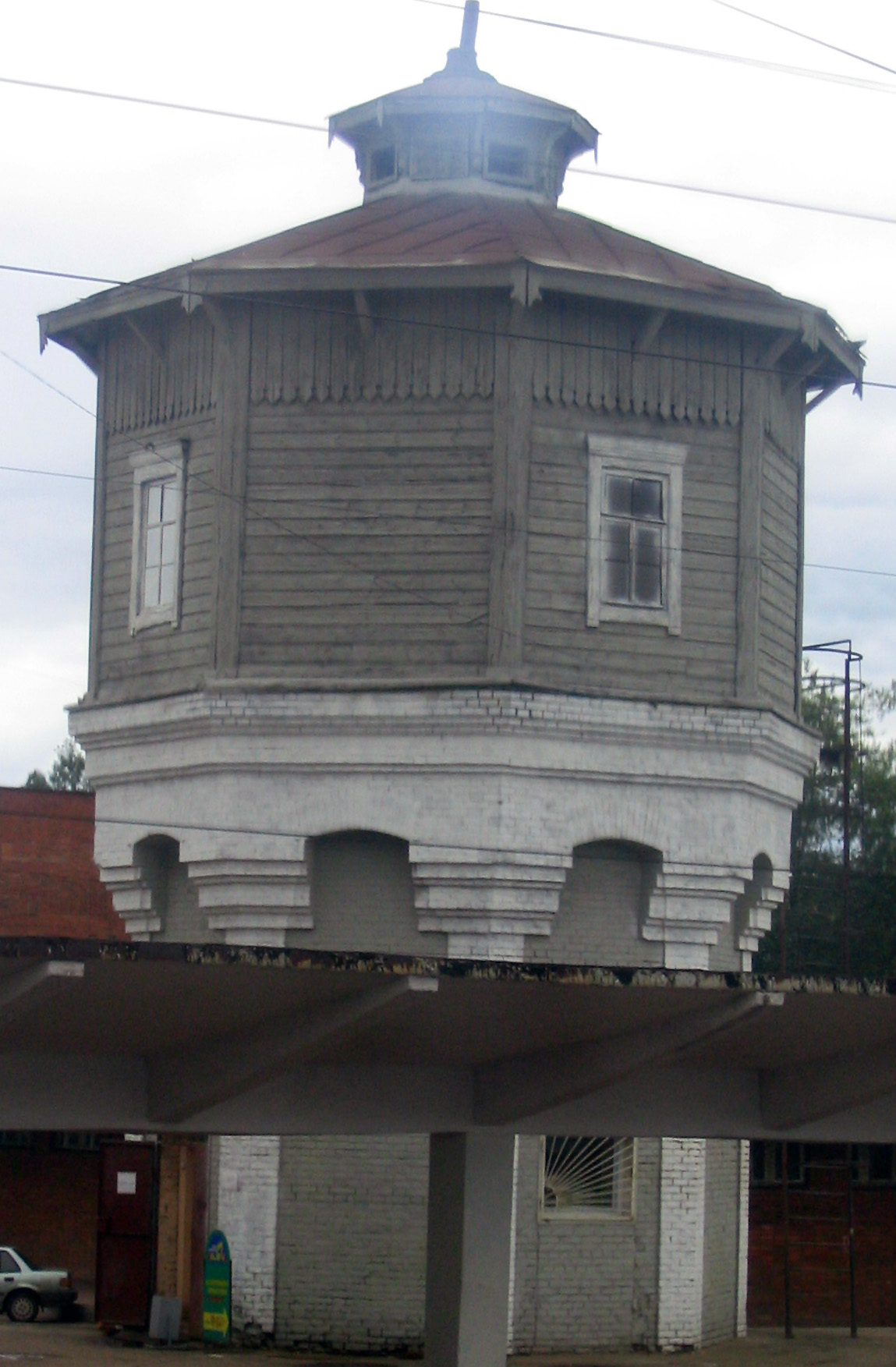
Toren bij het treinstation van Glazov
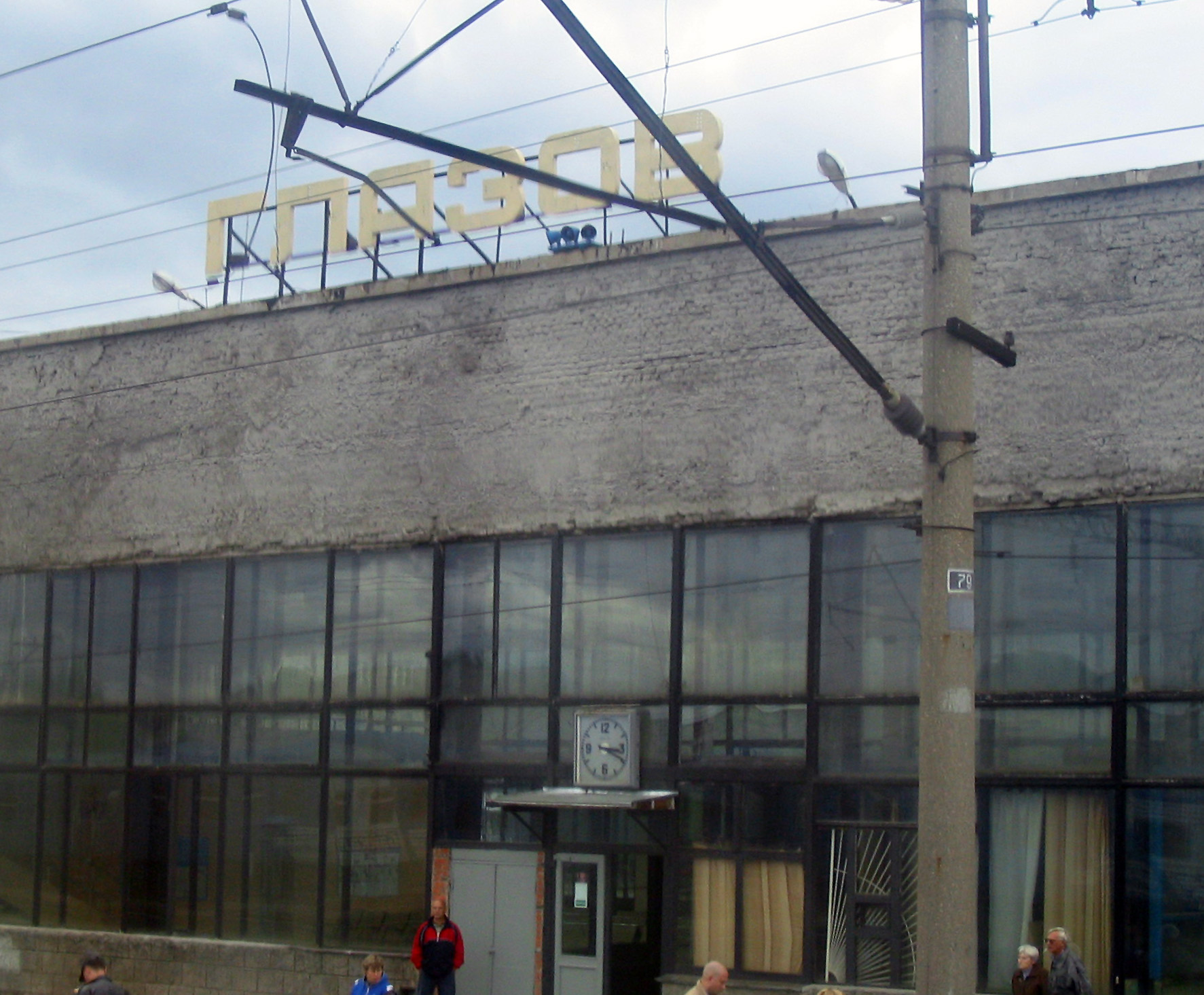
Treinstation van Glazov

## Geboren
- Alexej Baumgärtner, Duits langebaanschaatser
- Olga Knipper, vrouw van de bekende Russische schrijver Anton Tsjechov
- Jelizaveta Toektamysjeva, Russisch kunstschaatsster

Bestuurlijk centrum: Izjevsk

Glazov · Kambarka · Mozjga · Sarapoel · Votkinsk